# Anouk Aimée
Anouk Aimée (fransk udtale: [anuk ɛme]) (født Nicole Françoise Florence Dreyfus den 27. april 1932, død 18. juni 2024) var en fransk skuespillerinde.
Begge Anouk Aimées forældre var skuespillere. Hun studerede skuespil og dans før sin film debut som 14-årig i 1950. Hun fik sit gennembrud det følgende år i En sommers lykke. Aimée spillede derefter i en række intetsigende roller, men hendes kærlige, varme og mystiske personlighed blomstrede igen i film som Det søde liv og Manden og kvinden. Hun blev nomineret til en Oscar for bedste kvindelige hovedrolle for sidstnævnte.
Hun var gift fire gange, bl.a. med skuespiller Albert Finney fra 1970 til 1978.

## Filmografi (udvalg)
- 1949 – En sommers lykke
- 1959 – Rejsen
- 1959 – La tête contre les murs
- 1960 – Det søde liv
- 1961 – Lola
- 1962 – Sodoma og Gomorra
- 1963 – 8 ½
- 1966 – Manden og kvinden
- 1968 – En aften - et tog
- 1969 – The Appointment
- 1969 – Justine
- 1969 – Fotomodellen Lola
- 1986 – Un homme et une femme, 20 ans déjà
- 1994 – Prêt-à-porter
- 1995 – Les cent et une nuits de Simon Cinéma
- 2002 – Napoleon (TV-serie) (miniserie, 4 afsnit)
- 2004 – Happily Ever After
- 2006 – Hotel Harabati
- 2011 – Tous les soleils